# اورماس اسپنبرگ
اورماس اسپنبرگ (استونیایی: Urmas Espenberg; ۴ ژوئیهٔ ۱۹۶۱) نویسنده، سیاستمدار و نماینده مجلس اهل استونی است.